# Bill Laimbeer
William J. Laimbeer Jr. (Boston, 19 mei 1957) is een Amerikaans voormalig basketballer die met de Detroit Pistons tweemaal het NBA-kampioenschap won. Hij is sinds 2002 coach van de Detroit Shock die uitkomen in de WNBA.

## Carrière

### Als speler
Laimbeer speelde collegebasketbal voor de Notre Dame Fighting Irish van 1975 tot 1979. In de NBA draft van 1979 werd hij als 65e gekozen door de Cleveland Cavaliers. Hij speelde zijn eerste seizoen als prof in de Italiaanse competitie bij Pallacanestro Brescia. In mei 1980 zat hij met 56 andere spelers in de voorselectie van de Olympische Zomerspelen.

## Erelijst

### Als speler
- NBA-kampioen: 1989, 1990
- NBA All-Star: 1983, 1984, 1985, 1987
- Nummer 40 teruggetrokken door de Detroit Pistons

### Als coach
- WNBA-kampioen: 2003, 2006, 2008
- WNBA Coach of the Year: 2003, 2015
- WNBA All Star Game Head Coach: 2019

4 Dumars · 
10 Rodman · 
11 Thomas · 
15 Johnson · 
22 Salley · 
23 Aguirre · 
24 Williams · 
25 Long · 
34 Dembo · 
40 Laimbeer · 
44 Mahorn · 
53 Edwards · 
Coach Daly
00 Bedford · 
4 Dumars · 
10 Rodman · 
11 Thomas · 
12 Henderson · 
15 Johnson · 
22 Salley · 
23 Aguirre · 
33 Greenwood · 
35 Hastings · 
40 Laimbeer · 
53 Edwards · 
Coach Daly
00 Ruth Riley · 
1 Ayana Walker · 
5 Elaine Powell · 
9 Stacey Thomas · 
11 Kedra Holland-Corn · 
13 Sheila Lambert · 
14 Deanna Nolan · 
32 Swin Cash · 
35 Cheryl Ford · 
44 Astou Ndiaye-Diatta · 
54 Barbara Farris · 
Coach Bill Laimbeer
00 Ruth Riley · 
5 Elaine Powell · 
7 Sabrina Palie · 
8 Angelina Williams · 
11 Kedra Holland-Corn · 
14 Deanna Nolan · 
21 Jacqueline Batteast · 
23 Plenette Pierson · 
30 Katie Smith · 
32 Swin Cash · 
35 Cheryl Ford · 
45 Kara Braxton · 
Coach Bill Laimbeer
3 Ashley Shields · 
5 Elaine Powell · 
11 Kelly Schumacher · 
14 Deanna Nolan · 
22 Alexis Hornbuckle · 
23 Plenette Pierson · 
24 Olayinka Sanni · 
30 Katie Smith · 
35 Cheryl Ford · 
44 Taj McWilliams-Franklin · 
45 Kara Braxton · 
55 Sheri Sam · 
Coach Bill Laimbeer